# Novoselivka, Simferopol
Novoselivka (în ucraineană Новоселівка) este o comună în raionul Simferopol, Republica Autonomă Crimeea, Ucraina, formată numai din satul de reședință.

## Demografie
Componența lingvistică a comunei Novoselivka
     Rusă (60,05%)
     Tătară crimeeană (19,58%)
     Ucraineană (16,32%)
     Alte limbi (0,4%)
Conform recensământului din 2001, majoritatea populației comunei Novoselivka era vorbitoare de rusă (60,05%), existând în minoritate și vorbitori de tătară crimeeană (19,58%) și ucraineană (16,32%).